# Чистилище (фильм, 1999)
«Чистилище» (англ. Purgatory) — телефильм режиссёра Ули Эделя, мистический вестерн.

## Сюжет
Банда БлэкДжека Бриттона ограбила банк в небольшом городке, пролив немало крови. Но налётчикам не повезло, так как во время ограбления в город вошёл отряд правительственных «синих» кавалеристов, которые тут же отправились за бандой в погоню. Уходя от преследователей через жаркую пустыню, уставшие бандиты внезапно оказываются в затерянной долине, в которой расположился странный городок Тихая Гавань. 
Найдя приют в мирном и гостеприимном захолустье, развязные преступники внезапно проникаются мыслью, что оказались в неком «параллельном мире», населённом ожившими мертвецами, среди которых некстати оказывается немало давно умерших героев Дикого Запада. Не в силах сдержать первобытные инстинкты, неблагодарные бандиты гибнут от пуль один за другим, и лишь случайно прибившемуся к ним племяннику одного из налётчиков Лео Дилларду удаётся найти здесь любовь и вечный покой…

## В ролях
- Сэм Шепард — Дикий Билл Хикок
- Эрик Робертс — Блэк Джек Бриттон
- Рэнди Куэйд — Док Холлидей
- Джон Дэвид Саутер — Джесси Джеймс
- Донни Уолберг — Билли Кид
- Джон Деннис Джонстон — «Левша» Слэйд
- Ричард Эдсон — Еврипид
- Петер Стормаре — Кевин Гатри
- Брэд Роу — Лео Диллард
- Амелия Хейнл — Роуз
- Шэннон Кенни — Долли Слоун
- Саджино Грант — смотритель кладбища